# Tricellaria erecta
Tricellaria erecta is een mosdiertjessoort uit de familie van de Candidae. De wetenschappelijke naam van de soort is voor het eerst geldig gepubliceerd in 1900 door Robertson.